# Sveta Ana v Slovenskih Goricah
Sveta Ana v Slovenskih Goricah – wieś w Słowenii, w gminie Sveta Ana. W 2018 roku liczyła 158 mieszkańców.